# Liste der Baudenkmale im Landkreis Ammerland
Die Liste der Baudenkmale im Landkreis Ammerland enthält die nach dem Niedersächsischen Denkmalschutzgesetz geschützten Baudenkmale im niedersächsischen Landkreis Ammerland. 
Der Übersicht und Länge halber ist die Liste nach den Städten und Gemeinden des Landkreises separiert. Diese Einteilung findet sich in der folgenden Tabelle, in der zu jedem Eintrag, soweit möglich, ein exemplarisches Foto eines Baudenkmals aus der jeweiligen Stadt oder Gemeinde zu finden ist.
| Bild | Stadt/Gemeinde  | Karte | Liste                                    | Ortsteile |
| ---- | --------------- | ----- | ---------------------------------------- | --------- |
|      | Apen            |       | Liste der Baudenkmale in Apen            |           |
|      | Bad Zwischenahn |       | Liste der Baudenkmale in Bad Zwischenahn |           |
|      | Edewecht        |       | Liste der Baudenkmale in Edewecht        |           |
|      | Rastede         |       | Liste der Baudenkmale in Rastede         |           |
|      | Westerstede     |       | Liste der Baudenkmale in Westerstede     |           |
|      | Wiefelstede     |       | Liste der Baudenkmale in Wiefelstede     |           |